# Цисова (Пйотрковський повіт)
Цисова (пол. Cisowa) — село в Польщі, у гміні Ґрабиця Пйотрковського повіту Лодзинського воєводства.
Населення — 126 осіб (2011).
У 1975—1998 роках село належало до Пйотрковського воєводства.

## Демографія
Демографічна структура станом на 31 березня 2011 року:
|          | Загалом | Допрацездатний вік | Працездатний вік | Постпрацездатний вік |
| -------- | ------- | ------------------ | ---------------- | -------------------- |
| Чоловіки | 63      | 19                 | 38               | 6                    |
| Жінки    | 63      | 12                 | 34               | 17                   |
| Разом    | 126     | 31                 | 72               | 23                   |